# Therese Brunetti (Schauspielerin, 1782)
Therese Brunetti-Kníže geborene Therese Frei oder Therese Frey, (24. Dezember 1782 in Wien – 15. Mai 1864 in Prag) war eine österreichische Theaterschauspielerin und Tänzerin.

## Leben
Brunetti-Knize, die Tochter des Beamten Anton Frei/Frey, widmete sich schon in jungen Jahren der Bühne. Zuerst versuchte sie sich in Passau bei der Gesellschaft des Prinzipals Domenico Guardasoni. Als dieser das Theater in Prag 1798 übernahm, übersiedelte sie mit ihm dahin. Infolge ihrer graziösen Erscheinung wurde sie dort auch für das Ballett verwendet. Dort verblieb sie bis zu ihrer Pensionierung am 1. Februar 1834. Ihren Abschied gab sie am 26. April 1834 anlässlich einer Benefizveranstaltung.
1799 heiratete sie den Ballettmeister des Ständetheater Joachim Brunetti, mit dem sie fünf Kinder hatte. Nur zwei überlebten, ihr Sohn Karl Brunetti (1801–1873) und ihre Tochter Therese Brunetti (1803–1892). Die beiden wurden ebenfalls Schauspieler. Durch die Heirat ihrer Tochter mit Johann Wenzel Kalliwoda wurde sie dessen Schwiegermutter. Nach Brunettis Tod heiratete sie den Komponisten František Max Kníže (1784–1840).
Von 1813 bis 1814 verband sie eine enge Freundschaft mit Carl Maria von Weber, als dieser Operndirektor des Prager Ständetheaters war.